# Primăria Municipiului Timișoara
Primăria Municipiului Timișoara este structura funcțională cu activitate permanentă care aduce la îndeplinire hotărârile consiliului local și dispozițiile primarului, soluționând problemele curente ale colectivității locale din Timișoara. În fruntea conducerii instituției se află primarul municipiului, Dominic Fritz.
Din 1949 primăria funcționează în fostul local al Școlii Superioare de Comerț, clădire declarată monument istoric cu codul LMI TM-II-m-B-06144.

## Istoric
După cucerirea în 1716 a Cetății Timișoara de către trupele habsburgice, o perioadă de timp viața civilă a fost administrată de doi magistrați (primari), fiecare reprezentând câte una din comunitățile majoritare: magistratul german reprezenta comunitatea germană, iar magistratul rascian comunitatea sârbă. Pentru fiecare s-au clădit sedii proprii.
Sediul magistratului german era în actuala Piață a Libertății, la nr. 1. Construcția primăriei comunității germane a început în 1731 și a fost finalizată în 1734, când a fost dată în funcțiune.
Sediul magistratului rascian era pe actuala stradă Gheorghe Lazăr, la nr. 2, unde actual se află Liceul „Nikolaus Lenau”. Terenul pe care se afla a fost parcelat în 1759, iar construcția primăriei comunității rasciene a început în 1760 și a fost finalizată în 1761, când a fost dată în funcțiune.
În 1880 cele două primării au fost contopite, magistrat fiind Pietro A. del Bondio. Primăria a continuat să funcționeze în localul din Piața Libertății până în 1949. În prezent acest local este cunoscut drept „Primăria veche”, fiind declarat monument istoric cu codul LMI TM-II-m-A-06142.
În 1949 primăria a fost mutată în localul fostei Școli Superioare de Comerț.

## Conducerea primăriei
Primarul Timișoarei este Dominic Fritz (USR). Cei doi viceprimari sunt Ruben Lațcău (USR) și Cosmin Gabriel Tabără Amânar (PNL).
Componența Consiliului Local al Municipiului Timișoara în urma alegerilor din 27 septembrie 2020:
|  | Partid                    | Consilieri | Componența Consiliului | Componența Consiliului | Componența Consiliului | Componența Consiliului | Componența Consiliului | Componența Consiliului | Componența Consiliului | Componența Consiliului | Componența Consiliului | Componența Consiliului | Componența Consiliului | Componența Consiliului | Componența Consiliului |
|  | ------------------------- | ---------- | ---------------------- | ---------------------- | ---------------------- | ---------------------- | ---------------------- | ---------------------- | ---------------------- | ---------------------- | ---------------------- | ---------------------- | ---------------------- | ---------------------- | ---------------------- |
|  | Uniunea Salvați România   | 13         |                        |                        |                        |                        |                        |                        |                        |                        |                        |                        |                        |                        |                        |
|  | Partidul Național Liberal | 9          |                        |                        |                        |                        |                        |                        |                        |                        |                        |                        |                        |                        |                        |
|  | Partidul Social Democrat  | 3          |                        |                        |                        |                        |                        |                        |                        |                        |                        |                        |                        |                        |                        |
|  | Partidul PRO România      | 2          |                        |                        |                        |                        |                        |                        |                        |                        |                        |                        |                        |                        |                        |

## Sediul primăriei
Sediul primăriei este pe bd. Constantin Diaconovici Loga, nr. 1. Clădirea a fost proiectată în 1914 de László Székely, inițial pentru Școala Superioară de Comerț (în maghiară A Felső Kereskedelmi Iskola). Deoarece în epocă fetele și băieții învățau în clase diferite, clădirea are două intrări pe aceeași fațadă, de sud. La parterul și primul etaj al clădirii erau prevăzute săli de clasă separate, biroul directorului, sălile profesorale și laboratoarele. La etajul al doilea erau săli de clasă care puteau fi folosite alternativ de fete și băieți. La fel urma să fie folosită o sală de gimnastică, prevăzută. Inițial, urmau să fie construite doar două fațade, clădirea putând fi extinsă ulterior după necesități. Construirea a început la 14 mai 1914 în antrepriza lui Artur Tunner, însă lucrările au fost oprite de izbucnirea Primului Război Mondial în momentul când ajunseseră la nivelul planșeului parterului. Lucrările au fost reluate în 1924 în antrepriza lui Stefan Pautz și Alexandru Ioțcu, în 1925 ajungându-se la nivelul acoperișului. S-a reproiectat decorarea fațadelor în stil neoromânesc eclectic de către arh. Adrian Suciu, finisajele exterioare fiind terminate în 1929.